# Stanisław Olejnik (lotnik)
Stanisław Jerzy Olejnik (ur. 23 kwietnia 1919 w Krakowie, zm. 12 stycznia 2005 tamże) – sierżant strzelec pokładowy Polskich Sił Powietrznych w Wielkiej Brytanii, w latach powojennych pracownik lotnictwa cywilnego, między innymi jako kierownik oddziału Polskich Linii Lotniczych LOT w Krakowie.

## Życiorys
Już w czasie nauki w gimnazjum ukończył cywilny kurs szybowcowy w Aleksandrowicach i pilota sportowego. W 1938 roku wstąpił do lotnictwa wojskowego jako ochotnik. Ponieważ wyniki badań lekarskich wykluczyły go jako pilota wojskowego, zdobył specjalność radiotelegrafisty. Podczas kampanii wrześniowej 1939 roku służył w bazie 1 Pułku Lotniczego. 19 września został ewakuowany na Węgry. Internowany w Egerze, uciekł i wraz z grupą lotników dotarł do Francji. Stamtąd został skierowany do Wielkiej Brytanii, otrzymał numer służbowy RAF 781752. Po ukończeniu kursu meteorologicznego przydzielono go do 304 Dywizjonu Bombowego Ziemi Śląskiej.
Po kolejnych szkoleniach zdobył uprawnienia synoptyka. Przeniesiony na własną prośbę do personelu latającego, odbył turę lotów jako strzelec-radiotelegrafista i bombardier w lotach patrolowych i zwalczania okrętów podwodnych. Za udział w skutecznym odparciu ataku niemieckiego myśliwca Messerschmitt Bf 110, jaki miał miejsce 28 stycznia 1944 r., na jego samolot pilotowany przez sierż. Leopolda Matjaszka został odznaczony Krzyżem Walecznych.
W maju 1944 roku został na własną prośbę przeniesiony do 1586 Eskadry Specjalnego Przeznaczenia, latającej ze zrzutami do krajów okupowanej Europy. Z lotniska w Brindisi odbył szereg lotów nad Albanię, Jugosławię, Grecję, Czechosłowację i Polskę. W grudniu 1944 roku został poważnie ranny podczas przymusowego lądowania jego maszyny. Do maja 1945 roku przebywał w Polskim Szpitalu Polowym we Włoszech. Po powrocie do Wielkiej Brytanii odbył roczny kurs synoptyka w Brytyjskiej Szkole Meteorologicznej w Londynie, kończąc go w sierpniu 1946 roku. W październiku tegoż roku powrócił do Polski.
Początkowo pracował jako synoptyk i kontroler ruchu lotniczego w oddziale PLL LOT w Krakowie. W latach 1949−1959 był służbowo oddelegowany do Państwowego Instytutu Hydrologiczno-Meteorologicznego (PIHM), gdzie specjalizował się w ochronie meteorologicznej lotnictwa. Później zarządzał lądowiskiem w Nowym Targu, do marca 1964 roku był kontrolerem ruchu na lotnisku w Czyżynach. W latach 1969−1973 pracował na stanowisku kierownika krakowskiego oddziału LOT-u, 1973−1976 jako kierownik do spraw handlowo-przewozowych w delegaturze linii w Mediolanie. Później aż do przejścia na emeryturę w 1989 roku pełnił różne funkcje w oddziale w Krakowie. Był aktywnym członkiem Klubu Seniorów Lotnictwa.
Zmarł 12 stycznia 2005 roku i został z honorami wojskowymi pochowany na cmentarzu Rakowickim. Był odznaczony między innymi Krzyżem Kawalerskim Orderu Odrodzenia Polski i trzykrotnie Krzyżem Walecznych.